# 굿 와이프

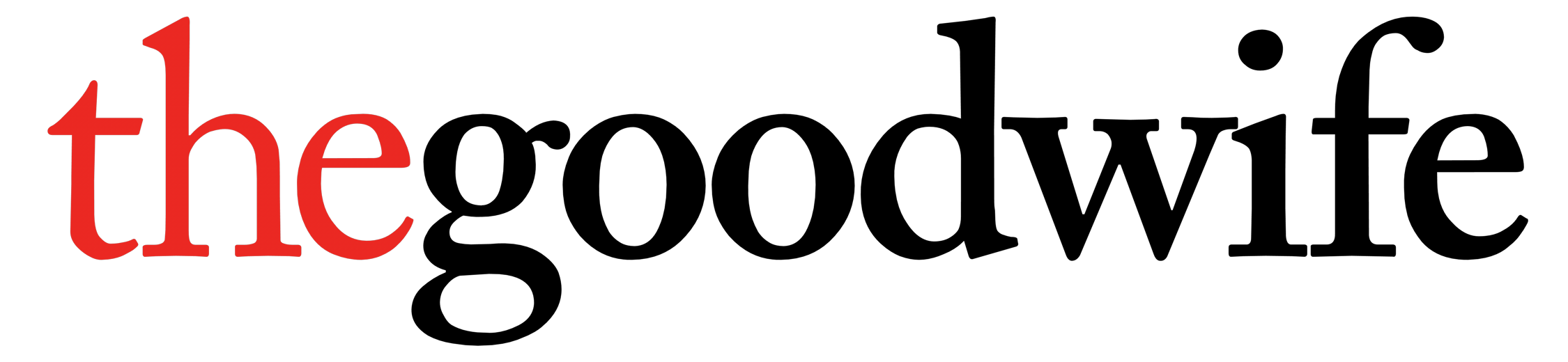
굿 와이프 로고.

《굿 와이프》(The Good Wife)는 CBS에서 2009년 9월 22일부터 2016년 5월 8일까지 방송된 법률 드라마이다.